# Andreas Petermann (Mediziner)

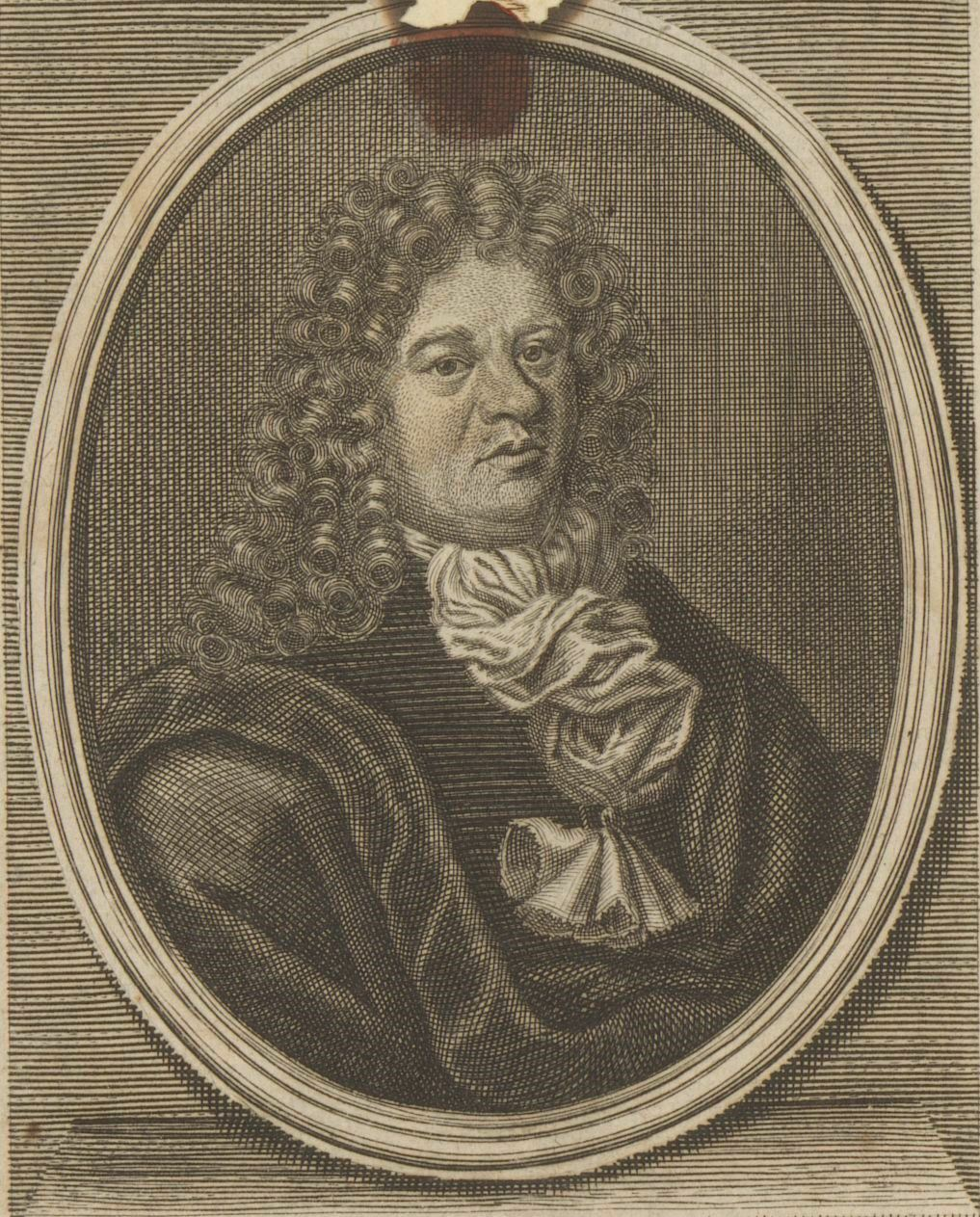
Andreas Petermann

Andreas Petermann (* 7. März 1649 in Werblin bei Danzig; † 3. April 1703) war ein deutscher Mediziner.

## Leben
Andreas Petermann wurde 1649 in Werblin geboren, so sein Vater, der später als Diakon nach Delitzsch ging, Prediger war. Er besuchte das Gymnasium in Halle an der Saale und studierte in Leipzig Medizin, Philosophie und Theologie. Nachdem er einige Zeit in Gera medizinische Behandlungen ausgeübt hatte, promovierte er 1673 in Altdorf. Er versah hierauf in Torgau, Delitzsch und einigen benachbarten Orten die Stelle eines städtischen Arztes und zeichnete sich 1680 während einer Pestepidemie, obschon von der Krankheit selbst ergriffen, so vorteilhaft aus, dass er vom Rat der Stadt nach Leipzig berufen wurde. Dort ließ er sich als praktischer Arzt nieder, genoss großes Ansehen und war insbesondere als Geburtshelfer geschätzt. 1688 wurde er zum außerordentlichen und 1691 zum ordentlichen Professor der Anatomie und Chirurgie ernannt. Neben seiner Tätigkeit als Arzt und Lehrer beschäftigte er sich fortwährend mit theologischen Untersuchungen und zeigte sich als ein eifriger Verteidiger der Philosophie von René Descartes. Im letzten Lebensjahr wurde er von einem sehr schmerzhaften Fußleiden befallen und starb am 3. April 1703 im Alter von 54 Jahren.
Außer zahlreichen medizinischen Dissertationen schrieb Petermann:
- Philosophiae cartesianae adversus censuram Petri Danielis Huetii vindicatio, in qua pleraque intricatiora Cartesii loca clare explanantur, a Doctore Andrea Petermanno Lipsiensi, Leipzig 1690
- Gründliche Deduktion vieler irrigen und gefährlichen Handgriffe, die in dem Buche: die Kur-Brandenburgische Hoff-Wehe-Mutter genannt, gerühmt werden, Leipzig 1692

Nach Petermanns Tod gab sein Sohn von ihm heraus:
- Brevissima manuductio ad praxin medicam, Leipzig 1707
- Casuum medico-legalium decas I., Leipzig 1708
- Chimia, Leipzig 1708
- Theses de principiis cognitionis humanae, Leipzig 1708

Sein jüngster Sohn Benjamin Benedikt Petermann (* 1680; † 17. April 1724)  wurde ebenfalls Arzt.